# Młyn w Czastarach
Młyn w Czastarach – drewniany młyn motorowy wybudowany w 1922 r., znajdujący się w Czastarach, w powiecie wieruszowskim, w województwie łódzkim.

## Historia
Młyn wybudowano w 1922 r. obok istniejącego od 1914 r. tartaku. Oba obiekty zasilane były początkowo wspólną lokomobilą parową, a następnie (od 1938 r.) silnikiem spalinowym na koks-gaz ssany. Moc przemiałowa młyna w okresie międzywojennym wynosiła 7 t zboża na dobę. Był wówczas wyposażony w dwie pary walców i urządzenia czyszczące. Jest to budynek drewniany na fundamencie betonowym, jednopiętrowy, z dachem dwuspadowym krytym papą (w późniejszym okresie zastąpioną eternitem). W okresie PRL został upaństwowiony. W 1957 r. silnik spalinowy zastąpiono silnikiem elektrycznym. Młyn był czynny do ok. 2000 r.. Obecnie jest nieczynny i niezagospodarowany.